# Dorvilleidae
Dorvilleidae (лат.) — семейство морских многощетинковых червей из отряда Eunicida. Тело с 2 парами антенн (одна пара отличается от другой и иногда называется пальпами); имеются затемнённые хитинизированные мандибулы; параподии одно- или двуветвистые; максиллы с 1—2 рядами микрозубчиков. У некоторых видов антенны и челюстной аппарат частично редуцирован
.

## Классификация
На февраль 2025 года в семейство включают 31 род:
1. Anchidorvillea Hilbig & Blake, 1991
2. Apodotrocha Westheide & Riser, 1983
3. Apophryotrocha Jumars, 1974
4. Arenotrocha Westheide & von Nordheim, 1985
5. Coralliotrocha Westheide & von Nordheim, 1985
6. Diaphorosoma Wolf, 1986
7. Dorvillea Parfitt, 1866
8. Eliberidens Wolf, 1986
9. Exallopus Jumars, 1974
10. Gymnodorvillea Wainwright & Perkins, 1982
11. Ikosipodoides Westheide, 2000
12. Ikosipodus Westheide, 1982
13. Iphitime Marenzeller, 1902
14. Marycarmenia Nunez, 1998
15. Meiodorvillea Jumars, 1974
16. Microdorvillea Westheide & Von Nordheim, 1985
17. Neotenotrocha Eibye-Jacobsen & Kristensen, 1994
18. Ophryotrocha Claparède & Mecznikow, 1869
19. Ougia Wolf, 1986
20. Parapodrilus Westheide, 1965
21. Parophryotrocha Hartmann-Schröder, 1971
22. Parougia Wolf, 1986
23. Petrocha von Nordheim, 1987
24. Pettiboneia Orensanz, 1973
25. Pinniphitime Orensanz, 1990
26. Protodorvillea Pettibone, 1961
27. Pseudophryotrocha Hilbig & Blake, 1991
28. Pusillotrocha Westheide & von Nordheim, 1985
29. Schistomeringos Jumars, 1974
30. Veneriserva Rossi, 1984
31. Westheideia Wolf, 1986